# Alpenanemoon
De alpenanemoon (Pulsatilla alpina) is een overblijvende plant uit de ranonkelfamilie (Ranunculaceae) die te vinden is in de meeste Europese gebergtes.
Van de alpenanemoon worden meerdere ondersoorten onderscheiden, waarvan de meeste met hun specifiek habitat en/of verspreidingsgebied.

## Naamgeving enetymologie
- Synoniemen: Anemone alpina L.
- Frans: Anémone des Alpes, Pulsatille des Alpes, Anémone blanche
- Duits: Alpen-Kuhschelle, Alpen-Küchenschelle
- Engels: Alpine pasqueflower, Alpine anemone

De botanische naam Pulsatilla is afgeleid van het Latijnse pulsare (slaan, zwaaien). Naargelang de bron zou dit slaan op de op een klok lijkende bloemen of op de zaden, die door windstoten worden verspreid. De soortaanduiding alpina verwijst naar de Alpen.

## Kenmerken
De alpenanemoon is een polvormende, middelhoge, overblijvende, kruidachtige plant, met een rechtop staande wortelstok, een tot 50 cm hoge, onvertakte stengel, een basaal bladrozet van gesteelde, fijnverdeelde, dubbelgeveerde bladeren met drie lobben en halverwege de stengel nogmaals drie stengelbladeren. Zowel bladeren als stengels zijn bezet met zilvergrijze, zijdeachtige haren.
De bloemen zijn groot, alleenstaand aan het einde van de bloemstengel, opgericht, zonder schutblaadjes, tot 60 mm in doormeter, radiaal symmetrisch, diep komvormig, met meestal 6 aan de binnenzijde wit gekleurde, aan de buitenzijde vaak paars aangelopen, kroonbladachtige kelkbladen, aan de buitenzijde zijdeachtig behaard. Er zijn geen echte kroonbladen. De bloem bezit talrijke geel of paars gekleurde vruchtbare meeldraden en meestal ook schijfvormige staminodiën of onvruchtbare meeldraden. Er zijn talrijke, losse vruchtbeginsels met elk een zaadknop en een lange, veervormige stijl.
De plant bloeit van mei tot juli.

## Habitaten verspreiding
De alpenanemoon groeit voornamelijk op zonnige plaatsen op kalk- of silicaatrijke bodem, zoals in hooilanden, kalkgraslanden, in lichte naaldbossen en op rotsige plaatsen, van 1200 tot 2700 m.
De plant komt voor in bijna alle Midden- en Zuid-Europese gebergtes met inbegrip van Corsica. De talrijke ondersoorten onderscheiden zich dikwijls ook door een ander verspreidingsgebied.

## Taxonomie
Van de alpenanemoon worden op basis van de bloemkleur, de vorm en de beharing van de bladeren, het habitat en het verspreidingsgebied, volgende ondersoorten onderscheiden:
- P. alpina subsp. alpina

deze ondersoort komt voor op zonnige plaatsen op kalkrijke bodem, zoals in kalkgraslanden, in lichte naaldbossen en op rotsige plaatsen, van 1200 tot 2700 m. De plant komt voor in de Midden- en Zuid-Europese gebergtes, vooral in de Pyreneeën en het Cantabrisch Gebergte, de Alpen, de Zwitserse Jura, de Apennijnen en de Dinarische Alpen.
- P. alpina subsp. schneebergensis D.M.Moser (2003)

Met witte bloemen, genoemd naar de berg Schneeberg in Oostenrijk, en endemisch voor de oostelijke Noordelijke Kalkalpen waar hij op kalkrijke bodem voorkomt.
- P. alpina subsp. austroalpina D.M.Moser (2003)

Eveneens met witte bloemen en voorkomen op kalkrijke bodem (vooral dolomiet) in de Zuidelijke Kalkalpen van Zwitserland naar het oosten.
- P. alpina subsp. apiifolia (Scop.) Nyman (1878) (= Pulsatilla sulphureum, de gele alpenanemoon of zwavelgele anemoon)

Een ondersoort met gele bloemen, komt vooral voor op silicaatrijke bodems, vooral in de Pyreneeën, de Alpen, de Dolomieten en de Julische Alpen.
- P. alpina subsp. austriaca Aichele & Schwegler (1957), (= Pulsatilla alba, de Oostenrijkse alpenanemoon)

Eveneens met witte bloemen, maar in alle onderdelen kleiner dan de nominaat, komt voor op silicaatrijke bodems in de Karpaten, de oostelijke Alpen en meer noordelijk in de Vogezen, de Harz en het Reuzengebergte.
- P. alpina subsp. millefoliata (Bertol.) D.M.Moser (2003)

Met witte bloemen en in verhouding zeer grote, fijn verdeelde bladeren die pas volgroeid zijn als de plant in vrucht staat. De bloem bezit zeer veel stampers die uitgroeien tot talrijke, van lange, geveerde aanhangsels voorziene zaden, die de bloem het aanzicht geven van een mislukt kapsel. Komt voor in de Alpen en de Apennijnen.
- P. alpina subsp. cantabrica M.Laínz (1983)

Ondersoort uit het Cantabrisch Gebergte en de westelijke Pyreneeën.
- P. alpina subsp. font-queri M.Laínz & P.Monts (1984)

Uit de zuidelijke Pyreneeën.
- P. alpina subsp. cyrnea Gamisans (1977)

Uit Corsica.

## Verwante en gelijkende soorten
De alpenanemoon kan van andere Pulsatilla-soorten onderscheiden worden door aanzienlijke grootte van de plant, de bloemen met een witte of lichtgele binnenzijde en vaak paarsgekleurde buitenzijde, en door de twee stellen blaadjes die in tegenstelling tot die van de lenteanemoon dubbelgeveerd zijn.
... · P. alpina (Alpenanemoon) · P. a. subsp. alpina · P. a. subsp. apiifolia (Gele alpenanemoon) · P. a. subsp. austriaca (Oostenrijkse alpenanemoon) · P. a. subsp. austroalpina · P. a. subsp. cantabrica · P. a. subsp. cyrnea · P. a. subsp. font-queri · P. a. subsp. millefoliata · P. a. subsp. schneebergensis · P. halleri · P. montana · P. pratensis · P. p. subsp. pratensis · P. p. subsp. bohemica · P. p. subsp. hungarica · P. p. subsp. nigricans · P. rubra · P. r. subsp. rubra var. serotina · P. vernalis (Lenteanemoon) · P. vulgaris (Wildemanskruid) · ...